# Лук щебнистый
Лук щебнистый (лат. Allium petraeum) — многолетнее травянистое растение, вид рода Лук (Allium) семейства Луковые (Alliaceae).

## Распространение и экология
В природе ареал вида охватывает Прибалхашье и Тянь-Шань. Эндемик.
Произрастает на каменистых склонах в предгорьях.

## Ботаническое описание
Луковицы удлинённо-конические или почти цилиндрические, диаметром 0,75—1,5 см, с сероватыми, внутренними, часто фиолетовыми, кожистыми, почти бумагообразными, раскалывающимися оболочками, по 1—3 прикреплены к короткому корневищу. Стебель высотой 20—50 см, на четверть одетый шероховатыми или гладкими влагалищами листьев.
Листья в числе 4—5, нитевидные, шириной 0,5—1 мм, желобчатые, обычно гладкие, немного короче стебля.
Чехол остающийся, в 2—4 раза длиннее зонтика, с носиком в несколько раз превышающим основание чехла. Зонтик шаровидный, густой многоцветковый. Листочки яйцевидно-колокольчатого околоцветника бледно-жёлтые, с зеленоватой или реже грязно-зелёной жилкой, длиной око 4 мм, продолговато-яйцевидные, тупые, с коротким остроконечием, наружные немного короче внутренних. Нити тычинок в полтора—два раза длиннее околоцветника, при самом основании между собой и с околоцветником сросшиеся, цельные, шиловидные, равные. Столбик выдается из околоцветника.
Коробочка немного длиннее околоцветника.

## Таксономия
Вид Лук щебнистый входит в род Лук (Allium) семейства Луковые (Alliaceae) порядка Спаржецветные (Asparagales).
|  |                                      |  |                                                             |                                                             |                   |  | ещё 24 семейства (согласно Системе APG II) | ещё 24 семейства (согласно Системе APG II) |                     |  |  |  | ещё более 870 видов |
|  |                                      |  |                                                             |                                                             |                   |  | ещё 24 семейства (согласно Системе APG II) | ещё 24 семейства (согласно Системе APG II) |                     |  |  |  | ещё более 870 видов |
|  |                                      |  |                                                             | порядок Спаржецветные                                       |                   |  |                                            |                                            | род Лук             |  |  |  |                     |
|  |                                      |  |                                                             | порядок Спаржецветные                                       |                   |  |                                            |                                            | род Лук             |  |  |  |                     |
|  | отдел Цветковые, или Покрытосеменные |  |                                                             |                                                             | семейство Луковые |  |                                            |                                            | вид Лук щебнистый   |  |  |  |                     |
|  | отдел Цветковые, или Покрытосеменные |  |                                                             |                                                             | семейство Луковые |  |                                            |                                            |                     |  |  |  |                     |
|  |                                      |  | ещё 44 порядка цветковых растений (согласно Системе APG II) | ещё 44 порядка цветковых растений (согласно Системе APG II) |                   |  |                                            | ещё около 300 родов                        | ещё около 300 родов |  |  |  |                     |
|  |                                      |  |                                                             | ещё 44 порядка цветковых растений (согласно Системе APG II) |                   |  |                                            |                                            | ещё около 300 родов |  |  |  |                     |